# Подводные лодки типа «Адуа»
Подводные лодки типа «Адуа» (итал. Adua) — серия итальянских подводных лодок времён Второй мировой войны. Средние подводные лодки 600-тонного класса, наиболее массового в итальянском флоте. Вступили в строй в 1936-38 годах. Тип «Адуа» незначительно отличался от лодок предыдущих проектов «Перла» и «Сирена» с однокорпусной конструкцией и бортовыми булями. Рабочая глубина погружения 80 метров. Всего было построено 20 лодок, 3 из которых были проданы Бразилии. На лодках «Адуа» (Adua), «Алаги» (Alagi), «Шире» (Scire), «Гондар» (Gondar) и «Тембьен» (Tembien) в годы войны для уменьшения заметности и повышения остойчивости были уменьшены размеры рубок. Лодки «Гондар» и «Шире» после начала войны были переоборудованы для транспортировки человеко-торпед, было снято 100-мм орудие, на палубе установлены 3 цилиндра-контейнера для человекоуправляемых торпед.

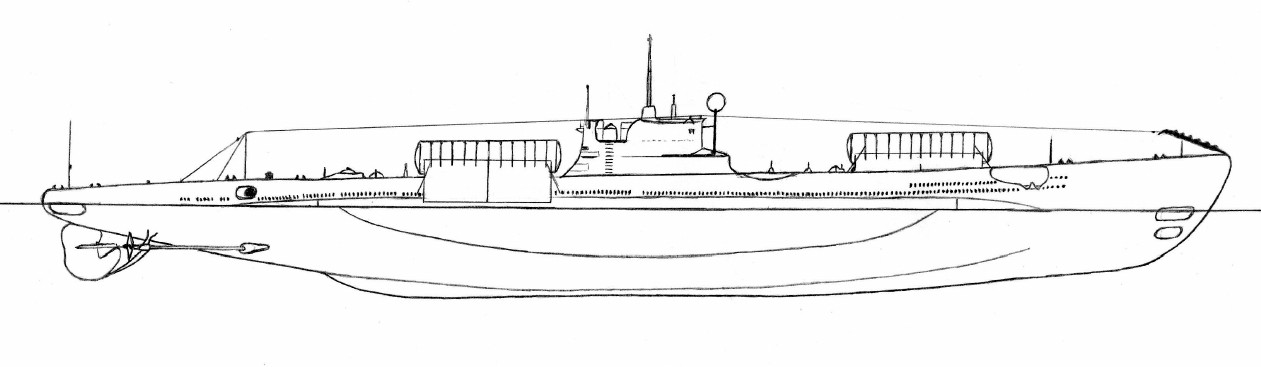
Подводная лодка «Шире», переоборудованная в лодку-носитель торпед «Майале»

 Наиболее известными из лодок этого проекта стали «Шире» и «Аксум» (Axum). Боевые пловцы, доставленные «Шире» к Александрии 19 декабря 1941 г., надолго вывели из строя британские линкоры «Куин Элизабет» и «Вэлиант». Подводной лодке «Аксум» 18 августа 1942 г., удалось потопить британский крейсер «Каир» типа «Каледон» и тяжело повредить крейсер «Нигерия».

## Список ПЛ типа «Адуа»
| Подводная лодка | Верфь | Спущена на воду | Начало службы | Конец службы |
| --------------- | ----- | --------------- | ------------- | --- |
| Adua            | CRDA  | 13.9.1936       | 14.11.1936    | потоплена 30.9.41 восточнее Картахены английскими эсминцами Gurkha и Legion                                           |
| Alagi           | CRDA  | 15.11.1936      | 6.2.1937      | списана 23.5.47 |
| Aradam          | CRDA  | 18.10.1936      | 16.1.1937     | затоплена 9.9.42 в Генуе. Поднята немцами, потоплена авиацией союзников 4.9.44                                        |
| Ascianghi       | OTO   | 15.12.1937      | 25.3.1938     | потоплена 23.7.43 южнее Сицилии английскими эсминцами Eclipse и Laforey                                               |
| Axum            | CRDA  | 27.9.1936       | 2.12.1936     | села на мель у западного побережья Мореи и затоплена 28.12.1943                                                       |
| Beilul          | OTO   | 22.5.1938       | 14.9.1938     | захвачена 9.9.43 немцами в гавани Монфальконе. В мае 1945 потоплена авиацией союзников                                |
| Dagabur         | Tosi  | 22.11.1936      | 9.4.1937      | потоплена 12.8.42 таранным ударом английского эсминца Wolverine                                                       |
| Dessie          | Tosi  | 22.11.1936      | 14.4.1937     | потоплена 28.11.42 у мыса Бон английскими эсминцами Quiberon и Quentin                                                |
| Durbo           | OTO   | 6.3.1938        | 1.7.1938      | потоплена восточнее Гибралтара английскими эсминцами Firedrake, Wrestler и самолетом                                  |
| Gondar          | OTO   | 3.10.1937       | 28.2.1938     | затоплена 30.9.40 возле Александрии после атаки эсминцев Diamond и Stuart                                             |
| Lafolle         | OTO   | 10.4.1938       | 13.8.1938     | потоплена 20.10.40 севернее Мелильи английскими эсминцами Gallant, Griffin и Hotspur                                  |
| Macalle         | OTO   | 29.10.1936      | 1.3.1937      | разбилась на рифах 15.6.40 возле Порт-Судана (Красное море) после отравления экипажа газами из вентиляционной системы |
| Neghelli        | OTO   | 7.11.1937       | 28.2.1938     | потоплена 19.1.41 у берегов Пелопоннеса (Эгейское море) английским эсминцем Greyhound                                 |
| Scire           | OTO   | 6.1.1938        | 25.3.1938     | потоплена 10.8.42 возле Хайфы английским траулером Islay                                                              |
| Tembien         | OTO   | 6.2.1938        | 1.7.1938      | потоплена 2.8.41 у берегов Туниса таранным ударом английского крейсера Hermione типа «Дидо»                           |
| Uarsciek        | Tosi  | 19.9.1937       | 4.12.1937     | потоплена 15.12.42 южнее Мальты эсминцами Petard и Vasilissa Olga                                                     |
| Uebi Scebeli    | Tosi  | 3.10.1937       | 21.12.1937    | затоплена 29.6.40 западнее Крита после атаки английских эсминцев Dainty и Ilex                                        |